# Commerce (Kalifornia)
Commerce város az USA Kalifornia államában, Los Angeles megyében. Lakosainak száma 12 378 fő (2020. április 1.).

## Népesség
A település népességének változása:
| Lakosok száma | 9555 | 12 823 | 12 378 |
|               | 1960 | 2010   | 2020   |